# Alfons Op 't Eynde
Alfons Theofiel Juliaan Op 't Eynde (Leopoldsburg, 30 augustus 1930 - 17 december 1999) was een Belgisch senator.

## Levensloop
Op 't Eynde was als opsteller werkzaam bij de Rijksdienst voor Kinderbijslagen. Tevens was hij bestuurshoofd bij het Rijksinstituut voor de Sociale Verzekering der Zelfstandigen. Van 1978 tot 1981 werkte hij bovendien als kabinetsadviseur op het ministerie van Economische Zaken.
Hij werd ook politiek actief voor de BSP en was voor deze partij van 1965 tot 1977 en vanaf 1983 gemeenteraadslid van Leopoldsburg. Van 1971 tot 1981 was hij eveneens provincieraadslid en van 1977 tot 1978 gedeputeerde van de provincie Limburg.
Van 1981 tot 1991 zetelde hij tevens in de Belgische Senaat: van 1981 tot 1985 als gecoöpteerd senator en van 1985 tot 1991 als rechtstreeks verkozen senator voor het arrondissement Hasselt-Tongeren-Maaseik. Van 1988 tot 1991 was hij secretaris van de Senaat. In de periode december 1985-november 1991 had hij als gevolg van het toen bestaande dubbelmandaat ook zitting in de Vlaamse Raad. De Vlaamse Raad was vanaf 21 oktober 1980 de opvolger van de Cultuurraad voor de Nederlandse Cultuurgemeenschap, die op 7 december 1971 werd geïnstalleerd, en was de voorloper van het huidige Vlaams Parlement. 
Op 3 december 1987 werd hij eveneens benoemd tot ridder in de Leopoldsorde.